# Гёррес, Йозеф

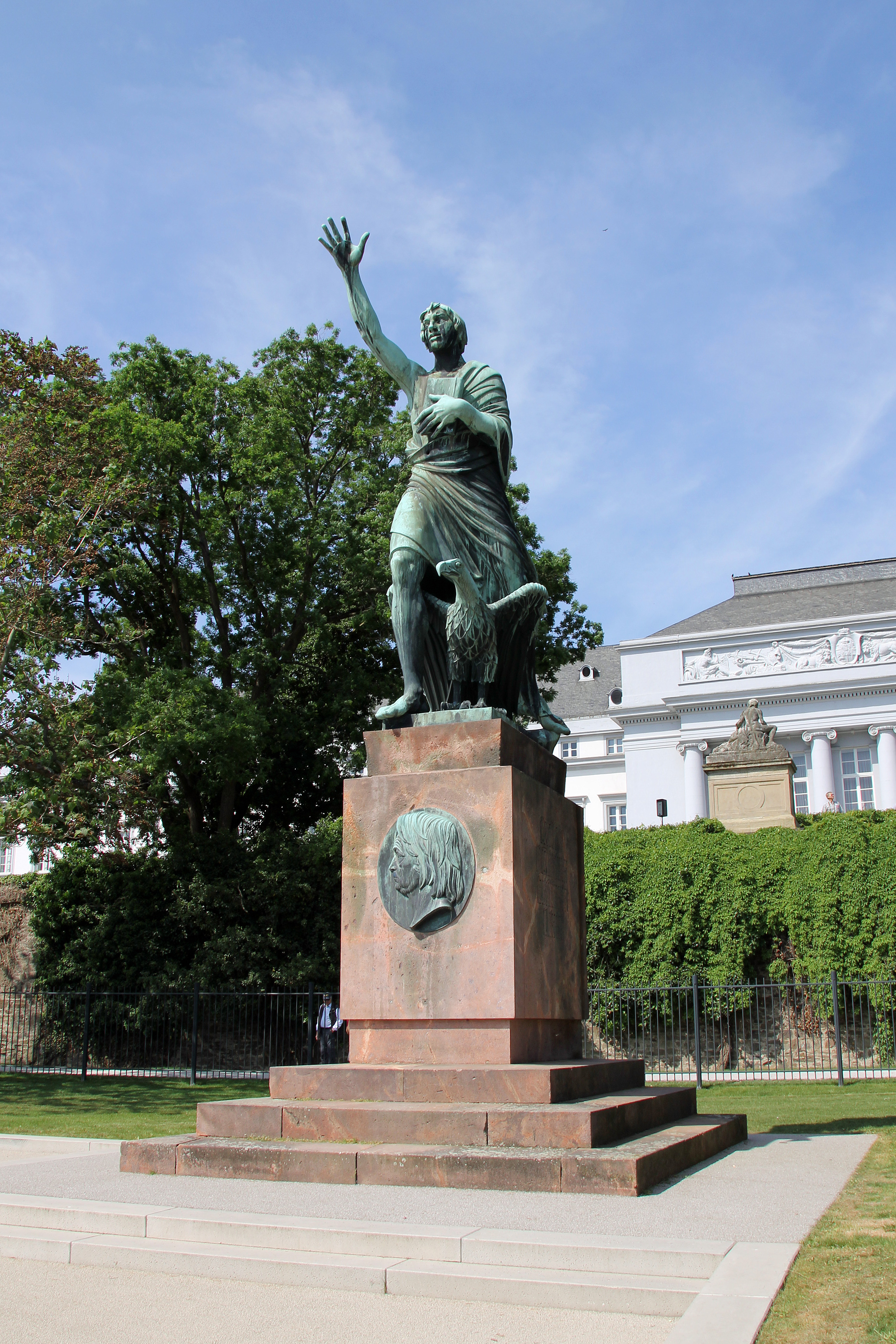
Памятник Гёрресу в Кобленце

Йоханн Йозеф фон Гёррес (нем. Johann Joseph von Görres, 25 января 1776, Кобленц — 29 января 1848, Мюнхен) — немецкий католический мыслитель, писатель, журналист. Отец писателя и поэта Гвидо Гёрреса (1805—1852).

## Биография

### Молодость: революционный дух
Воспитывался в католическом духе, но в юности увлекся идеями Просвещения и Французской революции, оставил церковь, занялся политической публицистикой. Выступал за независимость рейнских провинций, за свободу страны, развивал идеи всеобщего мира, близкие к Руссо. Однако после посещения Парижа в 1798—1799 разочаровался в революции, прекратил публицистическую деятельность.

### Увлечение романтизмом и мифологией
Вёл скромную жизнь частного лица, преподавал естествознание в средней школе Кобленца. В 1806—1808 — приват-доцент Гейдельбергского университета. Познакомился с романтиками А. фон Арнимом и Кл. Брентано, вместе с последним издавал «Газету для отшельников».
В 1808 вернулся в родной город, стал изучать персидский язык, опубликовал ряд трудов по иранской мифологии, перевёл фрагмент поэмы Фирдоуси «Шахнаме». О Парсифале написал, что имя имеет персидское происхождение. Позже немецкий композитор Рихард Вагнер выразил своё уважение учёному, выбрав именно такое написание — Парсифаль — для своей одноимённой оперы (1882) по роману XIII века «Парцифаль».
С 1813 года вновь занялся политической публицистикой. В 1814—1816 выпускал в Кобленце антинаполеоновскую газету «Рейнский Меркурий». Газета была закрыта прусской цензурой за либерализм. После выхода в свет брошюры Гёрреса «Германия и революция» (1819) он был вынужден уехать в Страсбург, а затем перебрался в Швейцарию.
Именно Гёррес в 1814 году  вместе с Сюльписом Буассере призвал народ Германии достроить незавершённый средневековыми строителями Кёльнский собор, считая это делом чести германской нации .

### Вынужденное изгнание
В изгнании в Швейцарии вернулся в лоно римско-католической церкви (1824), участвовал в издании журнала «Католик», занимался исследованиями христианской мистики. Написал книгу "Христианская мистика" (Die christiche Mystik. I-IV. Redensburg, 1836-1842), по поводу которой основоположник экзистенциализма Сёрен Кьеркегор писал в своём знаменитом трактате "Понятие страха": "Если кто-нибудь захочет познакомиться с материалами, связанными с религиозными искушениями, их можно в изобилии найти в книге Гёрреса "Мистика". Сам я должен признаться, что мне никогда не хватало мужества основательно и целиком проштудировать эту книгу: такой в ней ощущается страх".

### Мюнхенский период
В 1827 году по приглашению короля Людвига I Баварского занял профессорскую кафедру всеобщей истории и истории литературы в Мюнхенском университете. В его доме собирался христианско-консервативный кружок, печатным органом которого стал журнал «Эос», а с 1838 года — «Историко-политический журнал для католической Германии». Эти издания выступали за свободу страны и были ориентированы на создание «Великой Германии».

## Труды
- Вечный мир, идеал/ Der allgemeine Frieden, ein Ideal (1798)
- Афоризмы об искусстве/ Aphorismen über Kunst (1802)
- Вера и знание/ Glauben und Wissen (1805)
- Немецкие народные книги/ Die deutschen Volksbücher (1807)
- Über den Fall Teutschlands und die Bedingungen seiner Wiedergeburt (1810)
- История мифологии азиатского мира/ Mythengeschichten der asiatischen Welt (1810)
- Lohengrin, ein altteutsches Gedicht (1813)
- Германия и революция/ Teutschland und die Revolution (1819)
- Beantwortung der in den jetzigen Zeiten für jeden Teutschen besonders wichtigen Frage: Was haben wir zu erwarten? (1814)
- Европа и революция/ Europa und die Revolution (1821)
- Святой Франциск Ассизский — трубадур/Der Heilige Franziskus von Assisi, ein Troubadour (1826)
- Эмануэль Сведенборг/ Emanuel Swedenborg (1827)
- Einleitung zu Melchior Diepenbrocks Heinrich Susos, genannt Amandus Leben und Schriften (1829)
- Über die Grundlage, Gliederung und Zeitenfolge der Weltgeschichte (1830)
- Nachruf auf Achim von Arnim, Literaturblatt von Wolfgang Menzel (1831
- Vier Sendschreiben an Herrn Culmann, Sekretär der Ständeversammlung (1831)
- Ministerium, Staatszeitung, rechte und unrechte Mitte (1831
- Athanasius (1838)
- Die Triarier H.Leo, Dr. P. Marheinecke, D. K. Bruno (1838)
- Христианская мистика/ Die christliche Mystik, 4 Bde, 1836—1842. 2. Auflage in 5 Bänden. München Regensburg: Manz 1879. Neuherausgabe durch Uta Ranke-Heinemann bei Eichborn 6 Bände, Frankfurt 1989
- Kirche und Staat nach Ablauf der Kölner Irrung (1842)
- Der Dom von Köln und das Münster von Strasburg (1842)
- Einleitung zu J.N.Sepp, Das Leben Christi, 1.Bd. (1843)
- Die Japhetiden und ihre gemeinsame Heimat Armenien. Akademische Festrede (1844)
- Die drei Grundwurzeln des celtischen Stammes und ihre Einwanderung. 2 Abteilungen. Hist.Abh. der Königl. bay. Akademie d. Wissenschaften (1845)
- Die Wallfahrt nach Trier (1845)
- Aspecten an der Zeitenwende — Zum neuen Jahre 1848 (1848)

## Признание
В 1876 к столетию Гёрреса создано Герресовское общество развития и поощрения наук, его попечением несколько раз выходило собрание сочинений Гёрреса. Именем мыслителя назван ряд учебных заведений, улицы и площади во многих городах страны. Его бюст находится в зале национальной славы Вальхалла.

## Публикации на русском языке
- Эстетика немецких романтиков/ Сост., пер., вступ. ст. и комм. А. В. Михайлова. М.: Искусство, 1987, с.58-345
- Магия как основа мира// Герметизм, магия, натурфилософия в европейской культуре XIII—XIX вв. М.: Канон+, 1999, с.804-841